# 润镇
润镇，是中华人民共和国陕西省咸陽市淳化县下辖的一个乡镇级行政单位。
2015年，陕西省民政厅批复同意撤销卜家镇，并入润镇。

## 行政区划
润镇下辖以下地区：
湫池沟村、善花村、张家岭村、西坡村、梁家村、沟东村、居集坳村、甘沟村、草地村、后旨头村、寨子村、寨子渠村、五爱村、五一村、西奉村、白庙村、东奉村、薛家村、城前头村、亮马台村、蒋家山村、西沟村、东庄村、排子村和卜家村。